# 安養寺 (日野市)
安養寺（あんようじ）は、東京都日野市にある真言宗智山派の寺院。

## 歴史
創建年代は不明である。平安時代の武士団「武蔵七党」の西党を率いる日奉氏の末裔田村氏の居館跡に創建したという。当時は「万願寺」という名称であったが、いつしか廃寺となり、ただ当地の地名が「万願寺」として残るのみであった。
安土桃山時代に田村安栖によって再興された。安栖は田村氏の末裔で、後北条氏の御典医であった。再興時に「安養寺」という名称になっている。
明治初期、当寺に下田小学校（現在の日野市立第四小学校）が開校している。

## 文化財
- 安養寺本堂（日野市指定文化財 昭和40年3月1日指定）[4]
- 木造毘沙門天立像（日野市指定文化財 昭和37年4月1日指定）[4]

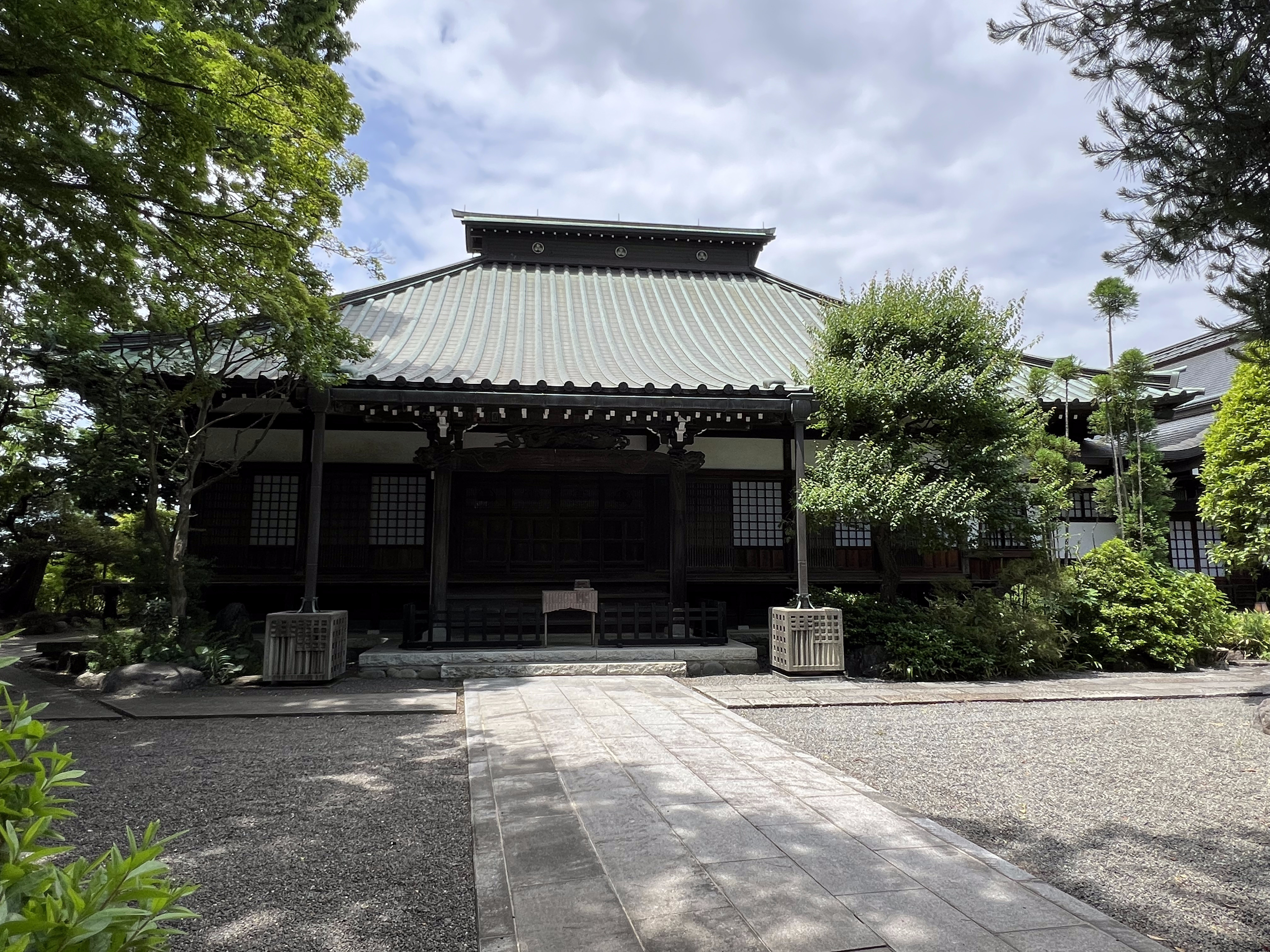
本堂

## 交通アクセス
- 万願寺駅より徒歩6分。